# Eugenio Vázquez Gundín
Eugenio Vázquez Gundín (Santiago de Compostel·la, 1884 - La Corunya, 1977) fou un advocat i polític gallec. Militant d'Acció Popular, de 1919 a 1926 participà en la creació de sindicats agraris a Ortigueira i treballà com a registrador de la propietat. Fou elegit diputat per la província de la Corunya a les eleccions generals espanyoles de 1933 dins les llistes de la CEDA. La seva vida parlamentària es caracteritzà per defensar el que ell considerava com a interessos de Galícia, sovint trencant la disciplina del partit, com la del 15 de novembre de 1935 defensant els interessos dels pescadors gallecs. A les eleccions de 1936 no es va presentar.

## Obres
- Estudios prácticos de la nueva Ley de Arrendamientos rústicos. Madrid, 1941.